# Boulevard Puerto Aéreo (estación)
Boulevard Puerto Aéreo es una de las estaciones que forman parte del Metro de la Ciudad de México, perteneciente a la Línea 1. Se ubica al oriente de la Ciudad de México, en la alcaldía Venustiano Carranza.

## Información general
Hasta el 23 de septiembre de 1996 fue conocida por el nombre de Aeropuerto, ya que, al momento de ser construida, en 1969, era la más cercana al Aeropuerto Internacional de la Ciudad de México. Aun así, la estación conservó su nombre durante varias décadas. Sin embargo, para evitar confusiones, la estación fue renombrada Boulevard Puerto Aéreo, por estar situada en el cruce de esta avenida con la Calzada Ignacio Zaragoza. El símbolo de la estación es la representación del puente ubicado sobre este cruce vial. 

### Remodelación
La estación fue clausurada el 11 de julio de 2022 debido a los trabajos de remodelación de la Línea 1 del Metro. El proyecto contemplaba inicialmente la reapertura de la estación en febrero de 2023. Durante la remodelación se habilitaron varias rutas de autobuses de RTP para suplir la demanda de transporte.
La estación fue reabierta el 29 de octubre de 2023, siete meses después de la fecha prevista. La reapertura incluyó que el acceso a la estación sólo se pudiera realizar mediante la tarjeta de movilidad integrada, retirando la posibilidad de ingresar mediante boleto.

## Afluencia
| Tipo de día   | Afluencia promedio "Línea 1" |
| ------------- | ---------------------------- |
| Día festivo   | 18 052                       |
| Día laboral   | 27 019                       |
| Fin de semana | 22 234                       |
| Anual         | 927 004                      |

La siguiente tabla muestra la afluencia de la estación en los últimos 10 años:
| Afluencia Anual de Pasajeros | Afluencia Anual de Pasajeros | Afluencia Anual de Pasajeros | Afluencia Anual de Pasajeros | Afluencia Anual de Pasajeros | Afluencia Anual de Pasajeros |
| ---------------------------- | ---------------------------- | ---------------------------- | ---------------------------- | ---------------------------- | ---------------------------- |
| Año                          | Afluencia                    | A Diario                     | Ranking                      | Incremento                   | Ref.                         |
| 2024                         | -                            | -                            | -                            | -                            |                              |
| 2023                         | 788,292                      | 2,159                        | 182°/187                     | -62.09%                      | [ 5 ]                        |
| 2022                         | 2,079,119                    | 5,696                        | 153°/175                     | -61.98%                      | [ 6 ]                        |
| 2021                         | 5,468,560                    | 14,982                       | 43°/195                      | -0.87%                       | [ 7 ]                        |
| 2020                         | 5,516,422                    | 15,072                       | 50°/195                      | -34.56%                      | [ 8 ]                        |
| 2019                         | 8,429,972                    | 23,095                       | 63°/195                      | +0.94%                       | [ 9 ]                        |
| 2018                         | 8,351,742                    | 22,881                       | 70°/195                      | -7.33%                       | [ 10 ]                       |
| 2017                         | 9,012,202                    | 24,690                       | 56°/195                      | -6.74%                       | [ 11 ]                       |
| 2016                         | 9,663,402                    | 26,402                       | 51°/195                      | -10.44%                      | [ 12 ]                       |
| 2015                         | 10,789,494                   | 29,560                       | 46°/195                      | +0.19%                       | [ 13 ]                       |

## Conectividad

### Salidas
- Norte: Circuito Interior Boulevard Puerto Aéreo, Colonia Santa Cruz Aviación .
- Nororiente: Circuito Interior Boulevard Puerto Aéreo, Colonia Industrial Puerto Aéreo .
- Norponiente: Circuito Interior Boulevard Puerto Aéreo (entrada al Centro Comercial "Plaza Aeropuerto"), Colonia Santa Cruz Aviación .
- Sur: Circuito Interior Boulevard Puerto Aéreo, Colonia Valentín Gómez Farías.
- Suroriente: Calzada Ignacio Zaragoza, Colonia Valentín Gómez Farías.
- Surponiente: Circuito Interior Boulevard Puerto Aéreo, Colonia Valentín Gómez Farías.

### Conexiones
Existen conexiones con las estaciones y paradas de diversos sistemas de transporte:
- Línea 4 del Trolebús.
- La estación cuenta con un CETRAM.